# 武汉王家墩机场
武汉王家墩机场，即中国人民解放军空军汉口机场，位於中华人民共和国湖北省武汉市江汉区王家墩，是军民两用机场。2007年停用。抗日戰爭期間苏联空军志愿队和美國第十四航空隊都有使用。

## 历史

### 抗日戰爭
王家墩机场始建于1931年，因位于汉口王家墩，称王家墩机场。1938年，抗日戰爭期間中国空军岑泽鎏升任第17中队长，率机队转孝感；4月26日，岑泽鎏在湖北孝感与僚机合力击落敌机一架。苏联空军志愿队和美國第十四航空隊都有使用。
抗日战争爆发后，1937年10月，苏联空军志愿队开始援华。日军攻占中华民国首都南京后，中国政府的抗战中心迁往武汉，日军随即加强空袭武汉。当时，中华民国空军基地已迁往汉口、南昌、襄樊等地，苏联空军志愿队以汉口、南昌、兰州等地作为基地。1938年2月至5月武汉空战、1938年6月至10月武汉会战期间，中国空军及苏联空军志愿队以汉口王家墩机场等为基地，联合抗击来犯的日军飞机，掌握了武汉制空权。1938年2月18日，在武汉空战中，苏联空军志愿队飞行员击落12架日本飞机，中国空军自王家墩机场出发与日军首次交战。1938年2月23日是苏联红军节20周年，苏联空军志愿队分两批自王家墩机场出动，轰炸了台湾松山机场。1938年3月12日，中国空军飞行员汤卜生驾驶鷹-75H从王家墩机场出发，进入已被日军占领的南京上空，飞谒中山陵。1938年4月29日是日本裕仁天皇生日“天长节”，侵华日军海军航空兵第十二航空队派36架九六式驱逐机、18架九六式重轰炸机空袭武汉，中国空军自王家墩机场起飞、苏联空军志愿队自孝感机场起飞，击落日机21架，中苏方面损失12架，中国空军飞行员陈怀民驾机撞向敌机阵亡，成为世界空战史上与敌机对撞的第一人。1938年5月19日，由中国空军飞行员徐焕升领队的两架马丁-139WC轰炸机从王家墩机场起飞，前往日本九州散发传单，成为戰爭時期首次飞入日本领空的敵國军机。

### 1950年後
1950年，中国人民解放军空军接管王家墩机场。此后在王家墩机场设中国人民解放军空军王家墩场站。1960年代初，升格组建中国人民解放军空军王家墩基地。1970年代，空军王家墩基地撤销，恢复为中国人民解放军空军王家墩场站。1993年，改称中国人民解放军空军汉口场站。空军王家墩机场（1993年起为空军汉口机场）位于东经114度14分30秒，北纬30度35分30秒，距武汉长江大桥6.4公里，可用起飞跑道距离2400米，机场总面积502.8万平方米。1987年前，空军王家墩机场主要供空军歼击机使用，1987年后改为主要供空军运输机使用，1991年对跑道局部翻修加固，以便适应部队运输机技术要求。
1976年以及1983年10月，武汉南湖机场两次翻修跑道时，民航湖北省管理局均曾临时使用空军王家墩机场。1979年6月到1984年5月，经停武汉的民航大型飞机均在空军王家墩机场起降，民航湖北省管理局设有航站。
1985年12月9日到2000年12月31日，武汉航空公司以空军汉口机场为营运基地，主要使用其中两个机坪。1987年5月前，旅客待检、安检、候机、到达、现场办公等设施集中在跑道东侧中部驻场部队外场指挥中心，设施总面积1200平方米（其中自建450平方米、租用750平方米）。1997年5月后，除了航管中心、指挥塔台部分租用驻场部队设施外，外场自建设施10000平方米，集中在机场东北侧，自成独立的保障体系。主要有框架彩色浪板结构的候机楼2700平方米，到达厅400平方米，快餐厅400平方米，食品仓库、货运仓库、外场办公用房等6400平方米。1999年时，该机场客运量1608319人次，排在国内第19名。
另外，武汉直升机通用航空有限公司在空军汉口机场设飞行基地，占地面积2000平方米，建有机库、维修工作间、办公室等设施。武汉市公安局飞行大队在驻空军汉口机场的空军十八厂设飞行基地，由驻场部队负责航空管制。

### 拆毀搬遷
1995年后，因武汉市城市发展，机场所在地已成为武汉市中心城区，国家及中央军委将机场搬迁列入计划。1997年，开始筹备建设空军阳逻新机场。武汉市决定通过市场经济手段，筹资为空军还建空军阳逻新机场，作为空军汉口机场的新址，再以空军移交的占地面积4000亩的王家墩机场为中心，重新规划周边11.36平方公里范围内的建设，建成武汉中央商务区。2001年7月，国务院和中央军委批复同意王家墩机场迁建。2001年8月，王家墩机场迁建军地联合领导小组成立，军方组长是广州军区空军副司令员高守维，地方组长是武汉市市长王守海。2003年1月，武汉市市长李宪生在武汉市第十一届人民代表大会第一次会议所作的《政府工作报告》中，正式提出在汉口王家墩机场原址建设“武汉王家墩商务区”。汉口王家墩机场迁建后，武汉市100余平方公里的城区实现无净空限制。2007年6月6日，空军阳逻新机场竣工典礼举行，空军副司令员杨东明等领导剪彩。空军汉口场站迁至空军阳逻新机场，位于武汉市新洲区阳逻街道毛集村。2007年12月25日，王家墩机场停止使用。其军用功能由空军阳逻新机场取代，民用客运功能由武汉天河国际机场取代。王家墩机场原址成为武汉中央商务区。

## 空難
- 2000年6月22日，由恩施飞往武汉的武汉航空343号班机试图降落在王家墩机场时遭遇雷击坠毁，造成49人死亡。